# Головнёв, Андрей Владимирович
Андре́й Влади́мирович Головнёв (род. 14 марта 1958, Челябинск, СССР) — российский этнограф и антрополог, специалист по истории народов Северной Евразии, доктор исторических наук (1996), профессор (2000), академик РАН (2025, член-корреспондент с 2003). Директор Музея антропологии и этнографии (Кунсткамера) РАН, профессор Санкт-Петербургского государственного университета, президент Российского фестиваля антропологических фильмов, кинорежиссёр, поэт, музыкант. Лауреат Государственной премии РФ в области науки и технологий за вклад в изучение культурного наследия народов Арктики (2019).

## Биография
Учился на историческом факультете Омского государственного университета (1976—1980), затем на кафедре этнографии исторического факультета МГУ, в 1986 г. окончил там же аспирантуру с защитой кандидатской диссертации «Исторические формы хозяйства у народов Северо-Западной Сибири».
Работал учителем истории средней школы с. Усть-Ишим.
В 1982—1990 гг. — преподаватель и заведующий кафедрой истории СССР Тобольского педагогического института.
С 1990 г. — научный сотрудник в Институте истории и археологии УрО АН СССР.
В 1995 г. в Институте археологии и этнографии СО РАН защитил докторскую диссертацию «Самодийцы и угры Западной Сибири: комплексы традиционных культур».
2002—2017 г. — главный научный сотрудник Института истории и археологии УрО РАН.
Заведовал кафедрой археологии и этнологии исторического факультета Уральского федерального университета (2010—2015) и лабораторией Исторической антропологии Белгородского государственного национального исследовательского университета (2013—2022). 2013—2015 г. — Президент Ассоциации антропологов и этнологов России.
В июне 2017 г. избран директором Музея антропологии и этнографии им. Петра Великого (Кунсткамера) Российской академии наук (МАЭ РАН).
С 2019 г. профессор кафедры этнографии и антропологии Санкт-Петербургского государственного университета.
С 2022 г. член Президиума Высшей аттестационной комиссии при Министерстве науки и высшего образования Российской Федерации.
Сыновья: кинорежиссёр, доктор исторических наук Иван Андреевич Головнёв (род. 1978) и кинорежиссёр Владимир Андреевич Головнёв (род. 1982).

## Научная деятельность
А. В. Головнёв — широко известный специалист в области антропологии и этнологии, методологии гуманитарных исследований, визуальной антропологии, автор более 370 научных публикаций, в том числе 11 авторских монографий.
Исследователь-полевик с 45-летним стажем экспедиционных работ на Ямале, Таймыре, Гыдане, Урале, Европейском Севере России, Чукотке, в Югре, Якутии, Скандинавии, на Аляске и в других областях Арктики и Субарктики среди ненцев, селькупов, энцев, хантов, манси, саамов, коми-зырян, чукчей, эвенков, якутов, сибирских и уральских татар, башкир, нагайбаков, русских поморов, староверов, сибирских старожилов, немцев Урала.
Автор концепции северности России, разработанной на основе многолетних североведческих изысканий. Именно северность предопределила самобытность России исторически (начиная с ключевой роли Ладоги и Новгорода в древности), экономически (с учётом пушнины, нефти, газа, золота и других ресурсов) и геополитически (ввиду пространственного преобладания в высоких широтах). Эта перспектива открывает новый горизонт отечественной истории и этнографии Севера.
Автор концепции и основоположник научной школы «антропологии движения», которая названа в числе выдающихся достижений РАН (2009). Он первым среди российских антропологов увидел в движении новый исследовательский ракурс и метод. Антропология движения является одновременно методологией исследования и технологией применения научных знаний. Антропология движения измеряет реальность в единицах действия, её главными категориями выступают динамика и статика, основными инструментами — мотивационно-деятельностные схемы и историко-антропологические сценарии. Эта новая методология открывает праисторию и историю в живой последовательности мотивов-действий исторических персонажей.
В своих исследованиях А. В. Головнёв успешно сочетает теоретико-методологические разработки и эмпирические (в том числе экспедиционно-полевые) исследования.
Разработал и апробировал концепцию арктической мобильности и методов этнодизайна, сочетающие традиции кочевников Арктики и новейшие методы визуальной записи (аэросъемка, трек-навигация, трехмерное моделирование). Новшество метода состоит в применении современных инструментов в сфере, где прежде довлело текстовое описание. Запись движения средствами GPS-мониторинга с попутным визуальным сопровождением позволяет наглядно передать многомерную картину движения кочевников.
Автор метода системного анализ северных культур в четырёхмерном соотношении экологической, соционормативной, материальной и духовной сфер (см. «Говорящие культуры», 1995).
Один из основоположников российской визуальной антропологии (киноантропологии), обладатель гран-при I и II Российских фестивалей антропологических фильмов (1998, 2000).

Создатель и руководитель ЭтноЭкспедиции, которая с 2011 г. проводит систематические исследования народов и культур России и сопредельных стран. В тематике экспедиции обозначены приоритеты: соотношение традиций и новаций, древние и современные пути и коммуникации, дрейф этничности, культура этнодиалога, этнофото и этнокино.
Главный редактор и основатель академических журналов «Этнография» и «Кунсткамера».

## Музейные проекты
В 1997—2007 гг. — автор концепции и руководитель творческого коллектива по созданию в Музее природы и человека Ханты-Мансийска экспозиции «Связь времен»
В 2012 г. — руководитель творческой группы по созданию виртуальной экспозиции «Энергия Югры» для Музея геологии, нефти и газа г. Ханты-Мансийска.
В 2018—2024 гг. автор концепции и руководитель творческой группы по реэкспозиции Кунсткамеры. Созданы новые постоянные экспозиции: «Петровская Кунсткамера», «Многонародная Россия», «Народы Южной Азии»; выставки «Кочевники Арктики: искусство движения», «Российский посланник в Корее: Карл Вебер и его коллекция».
В 2023 г. — руководитель мультимедийного проекта «Цифровая Кунсткамера XVIII века».

## Награды и звания
- Премия Смитсоновского Института США (1994);
- Национальная премия Форда (1999);
- Премия им. М. В. Ломоносова Администрации Архангельской области (2013) — за цикл фундаментальных научных работ в области этнографии и культурной антропологии коренных народов Севера;
- Медаль «За сохранение Арктики» Ямало-Ненецкого автономного округа (2018);
- Почетный профессор Омского государственного университета (2018);
- Государственная премия РФ в области науки и технологий (2019) — за вклад в изучение культурного наследия народов Арктики[5];
- Член-корреспондент Германского археологического института (2020);
- Медаль «За верность Северу» Ассоциации коренных народов Севера, Сибири и Дальнего Востока РФ (2020);
- Орден Полярной Звезды Монгольской народной республики (2021);
- Медаль «За вклад в реализацию государственной политики в области образования и научно-технологического развития» (2021);
- Медаль ордена «За заслуги перед Отечеством» II степени (5 февраля 2024 года) — за большой вклад в развитие отечественной науки, многолетнюю плодотворную деятельность и в связи с 300-летием со дня основания Российской академии наук[6]

## Основные публикации

### Книги
- Историческая типология хозяйства народов Северо-Западной Сибири. — Новосибирск: Изд-во Новосибирского университета, 1993. — 204 с. — ISBN 5-7615-0121-X.
- История Ямала (2-е изд.). Тобольск-Яр-Сале: Этнографическое Бюро, 1994. 126 с илл.
- Говорящие культуры: традиции самодийцев и угров. Екатеринбург: УрО РАН, 1995. 607 с Архивная копия от 8 декабря 2015 на Wayback Machine.
- Siberian Survival: The Nenets and Their Story. Ithaca, New York: Cornell University Press, 1999 .
- Кочевники тундры: ненцы и их фольклор. Екатеринбург: УрО РАН, 2004. 344 с. Архивная копия от 8 декабря 2015 на Wayback Machine
- Дом на холме. Песни. Екатеринбург, 1997. 251 с.
- Антропология движения (древности Северной Евразии). Екатеринбург, 2009. 497 с Архивная копия от 8 октября 2016 на Wayback Machine.
- Этноэкспертиза на Ямале: ненецкие кочевья и нефтегазовые месторождения. Екатеринбург: АМБ, 2014. 232 с. Архивная копия от 8 декабря 2015 на Wayback Machine
- Феномен колонизации. Екатеринбург: УрО РАН, 2015. 592 с. Архивная копия от 8 декабря 2015 на Wayback Machine
- Кочевники Арктики: текстово-визуальные миниатюры. Екатеринбург: Альфа принт, 2015. 132 с. Архивная копия от 18 декабря 2016 на Wayback Machine
- Оленеводы Ямала (материалы к Атласу кочевых технологий). Екатеринбург: УрО РАН, 2016. 152 с Архивная копия от 26 сентября 2018 на Wayback Machine.
- Арктика: атлас кочевых технологий. СПб: МАЭ РАН, 2018. 352 с.
- Очерки антропологии движения. СПб: МАЭ РАН, 2020. 336 с.
- Этноэкспертиза на Таймыре: коренные народы и техногенные вызовы. СПб: МАЭ РАН, 2021. 284 c.
- Виртуальная этничность и киберэтнография. СПб.: МАЭ РАН, 2021. 280 с.
- * Северность России. — СПб.: МАЭ РАН, 2022. — 450 с. — ISBN 978-5-88431-408-5.[4]
- Коренные малочисленные народы России: этнокультурные проекции. СПб.: МАЭ РАН, 2022. 200 с.

## Фильмы
- Дорога Татвы. 1992. 28 мин.
- Боги Ямала. 1992. 30 мин.
- Легенда о сихиртя. 1993. 17 мин.
- Чёртово озеро. 1993. 29 мин.
- Хадампэ. 1994. 24 мин.
- На другом берегу. 1995. 27 мин.
- Путь к святилищу. 1997. 47 мин.
- Пегтымель. 2000. 32 мин.
- Остров Жохова. 2002. 52 мин.
- Почтовая лошадь. 2008. 36 мин.

### Выступления
- Речь Андрея Головнёва в Кремле на вручении Государственной премии РФ.
- Андрей Головнев. Время эксперта. Выступление в Совете Федераций Федерального собрания РФ .
- Директор Кунсткамеры Андрей Головнев — о северности России
- Презентация книги А. В. Головнёва «Северность России»
- Андрей Головнёв. Первые в Российской Арктике
- Кочевники Ямала: искусство бесконечного переезда. Из курса «Открывая Россию: Ямал». Арзамас.
- Андрей Головнёв «Академия и Кунсткамера: первые опыты самопознания империи». Выступление на Президиуме РАН
- Лекции «Кунсткамера: от кабинета редкостей до символа Российской академии наук». «Общество Знание»